# Frederico do Palatinado-Zweibrücken-Vohenstrauss-Parkstein
Frederico do Palatinado-Zweibrücken-Vohenstrauss-Parkstein (em alemão:  Friedrich; 11 de abril de 1557 – 17 de dezembro de 1597) foi um nobre alemão pertencente ao ramo Palatino da Casa de Wittelsbach.
Foi duque do Vohenstrauss-Parkstein de 1569 a 1597.

## Biografia
Frederico nasceu em Meisenheim em 1557 sendo o quarto filho do conde Palatino Wofgang, Duque de Zweibrücken. Com a morte do pai, em 1569, os territórios foram divididos pelos cinco filhos. Frederico, por ainda ser menor, ficou sob tutela do irmão mais velho, Filipe Luís, até 1581, ano em que Frederico obteve os seus domínios: os distritos de Flossenbürg, Floß e Vohenstrauss, incluindo o enclave de Parkstein-Weiden.
De 1586 a 1593 ele mandou construir o Castelo de Friedrichsburg, próximo de Vohenstrauss. Em 1593 ele mudou-se para o seu novo castelo e a pequena localidade desenvolveu-se. Após a sua morte, em 1597, o castelo ficou como residência da sua viúva.
A 21 de fevereiro de 1598, Frederico foi sepultado junto dos seus filhos na cripta familiar, na Basilica de St. Martin, em Amberg. Uma vez que não teve descendentes que lhe sobrevivessem, os seus domínios foram herdados pelo seu irmão Filipe Luís e integrados no Palatinado-Zweibrücken.

## Casamento e descendência
A 26 de fevereiro de 1587 Frederico casou com Catarina Sofia (7 de agosto de 1561 – 10 de maio de 1608), filha do duque Henrique XI de Legnica. Deste casamento nasceram três filhos:
1. Ana Sofia (Anna Sophie) (25 de novembro de 1588 – 21 de março de 1589);
2. Jorge Frederico (Georg Friedrich) (8 de março de 1590 – 20 de julho de 1590), gémeo com Frederico Casimiro;
3. Frederico Casimiro (Friedrich Kasimir) (8 de março de 1590 – 16 de julho de 1590), gémeo com Jorge Frederico.